# Пєсочне (Воскресенський район)
Пєсочне (рос. Песочное) — присілок в Воскресенському районі Нижньогородської області Російської Федерації.
Населення становить 94 особи. Входить до складу муніципального утворення Староустинська сільрада.

## Історія
Від 2009 року входить до складу муніципального утворення Староустинська сільрада.

## Населення
| 1999 | 2002 | 2010 |
| ---- | ---- | ---- |
| 138  | ↘123 | ↘94  |